# Вастсе-Рооса
Вастсе-Рооса (ест. Vastse-Roosa, виро Vahtsõ-Roosa) — село в Естонії, входить до складу волості Миністе, повіту Вирумаа.